# Colchicum woronowii
Colchicum woronowii är en tidlöseväxtart som beskrevs av Bokeriya. Colchicum woronowii ingår i släktet tidlösor, och familjen tidlöseväxter. Inga underarter finns listade i Catalogue of Life.